# Sounds of the Universe
Albums de Depeche Mode
Playing the Angel
(2005) Delta Machine
(2013)
Singles
1. Wrong
Sortie : 6 avril 2009
2. Peace
Sortie : 15 juin 2009
3. Perfect
Sortie : 15 juin 2009 (EU)
4. Fragile Tension / Hole to Feed
Sortie : 7 décembre 2009

Sounds of the Universe est le douzième album studio du groupe anglais Depeche Mode, sorti à l'échelle mondiale le 17 avril 2009 (entre une sortie anticipée le 17 en Allemagne, en Suisse et Australie et une sortie américaine le 21).
Pour la seconde fois, Depeche Mode a fait appel au producteur Ben Hillier.
Si l'album contient treize titres, une édition "Deluxe" comporte, outre cinq chansons supplémentaires (Light, The Sun and the Moon and the Stars, Ghost, Esque et Oh Well) suivies de remixes sur un second CD, des démos d'anciennes chansons sur un troisième CD, un DVD, et plusieurs objets (deux livres, deux badges, un poster…).

## Singles
Le premier single tiré de cet album est Wrong, diffusé à partir du mois de février 2009 (présenté aux Echo Awards, en Allemagne, le 21 février) et mis en vente le 6 avril. La vidéo du single a été réalisée par le réalisateur Patrick Daughters, célèbre pour sa vidéo de la chanson 1234 de Leslie Feist.
Le deuxième single est la septième plage de l'album : Peace il sort le 15 juin 2009. Le clip a été réalisé par le duo Jonas et François (ayant déjà travaillé avec Justice, Kanye West, Madonna) et raconte la triste histoire d'une jeune femme, jouée par l'actrice roumaine Maria Dinulescu.

## Liste des morceaux
Toutes les chansons sont écrites et composées par Martin Gore, sauf si précisé.
| No  | Titre                                           | Auteur                                         | Durée |
| --- | ----------------------------------------------- | ---------------------------------------------- | ----- |
| 1.  | In Chains                                       |                                                | 6:53  |
| 2.  | Hole to Feed                                    | Dave Gahan, Christian Eigner, Andrew Phillpott | 3:59  |
| 3.  | Wrong                                           |                                                | 3:13  |
| 4.  | Fragile Tension                                 |                                                | 4:09  |
| 5.  | Little Soul                                     |                                                | 3:31  |
| 6.  | In Sympathy                                     |                                                | 4:54  |
| 7.  | Peace                                           |                                                | 4:29  |
| 8.  | Come Back                                       | Gahan, Eigner, Phillpott                       | 5:15  |
| 9.  | Spacewalker                                     |                                                | 1:53  |
| 10. | Perfect                                         |                                                | 4:33  |
| 11. | Miles Away/The Truth Is                         | Gahan, Eigner, Phillpott                       | 4:14  |
| 12. | Jezebel                                         |                                                | 4:41  |
| 13. | Corrupt (avec un titre caché commençant à 8:17) |                                                | 8:59  |

| 14. | Oh Well | Gore, Gahan | 5:59 |

| 14. | Oh Well (Black Light Odyssey Dub) | Gore, Gahan | 5:02 |

| 14. | Oh Well (Black Light Odyssey Dub)                 | Gore, Gahan | 5:02  |
| 15. | Jezebel (SixToes Remix)                           |             | 5:31  |
| 16. | Little Soul (Thomas Fehlmann Flowing Ambient Mix) |             | 9:19  |
| 17. | In Chains (Minilogue's Earth Remix)               |             | 7:53  |
| 18. | Wrong (clip)                                      |             | 3:23  |
| 19. | Sounds of the Universe (court-métrage)            |             | 10:05 |

### LP+CD
Contient les 13 titres de l'album sur 2 LP.

### Édition spéciale CD+DVD
Contient les 13 titres de l'album avec un DVD bonus.

### Vidéo
- Sounds of the Universe (court-métrage) – 10:05
- Wrong (vidéo promotionnelle) – 3:16

### Audio
- Sounds of the Universe en 5.1 surround sound
- In Chains (Minilogue's Earth Remix)
- Little Soul (Thomas Fehlmann Flowing Ambient Mix)
- Jezebel (SixToes Remix)

### Version iTunes Pass
Avec iTunes Pass, les fans ont accès à des singles en exclusivité, des remixes, vidéo et autres contenus de Sounds of the Universe pendant un certain temps. En plus des titres de l'album, la version iTunes Pass contient :
- Oh Well (Black Light Odyssey Dub) – 5:02
- Wrong (clip) – 3:23
- The Sun and the Moon and the Stars (Electronic Periodic's Microdrum Mix) – 4:04
- Miles Away/The Truth Is (Lagos Boys Choir Remix) – 4:06
- Wrong (Thin White Duke Remix) – 7:41
- Wrong (Magda's Scallop Funk Remix) – 6:23
- Wrong (D.I.M. vs. Boys Noize Remix) – 5:09
- Sounds of the Universe (A Short Film) – 10:05
- Wrong (Trentemøller Remix Edit) – 5:45
- Jezebel (SixToes Remix) – 5:32
- Little Soul (Thomas Fehlmann Flowing Ambient Mix) – 9:20
- In Chains (Minilogue's Earth Remix) – 7:54
- Corrupt (session en studio) – 4:54
- Little Soul (session en studio) – 3:57
- Little Soul (Thomas Fehlmann Flowing Funk Dub) – 10:03
- Peace (Hervé's 'Warehouse Frequencies' Remix) – 5:10
- Peace (The Japanese Pop Stars Remix) – 6:41
- In Sympathy (live à Tel Aviv) – 5:18
- Walking in My Shoes (live à Tel Aviv) – 6:24

### Coffret Deluxe
| CD 1 – Sounds of the Universe CD 2 – Bonus Tracks & Remixes 1. Light – 4:44 2. The Sun and the Moon and the Stars – 4:41 3. Ghost – 6:26 4. Esque – 2:17 5. Oh Well" (Gore, Gahan) – 6:02 6. Corrupt (Efdemin Remix) – 6:29 7. In Chains (Minilogue's Earth Remix) – 7:54 8. Little Soul (Thomas Fehlmann Flowing Ambient Mix) – 9:20 9. Jezebel (SixToes Remix) – 5:33 10. Perfect (Electronic Periodic's Dark Drone Mix) – 5:21 11. Wrong (Caspa Remix) – 5:04 CD 3 – Demos 1. Little 15 – 4:16 2. Clean – 3:42 3. Sweetest Perfection – 3:23 4. Walking in My Shoes – 3:22 5. I Feel You – 4:03 6. Judas – 3:25 7. Surrender – 5:00 8. Only When I Lose Myself – 5:22 9. Nothing's Impossible – 5:02 10. Corrupt – 4:41 11. Peace – 4:33 12. Jezebel – 4:38 13. Come Back – 5:09 14. In Chains – 4:33 | DVD - Making the Universe / Film – 45:23 - Usual Thing, Try and Get the Question in the Answer – 55:12 - Sounds of the Universe (A Short Film) – 10:05 - Wrong (Promo Video) – 3:16 - Studio Sessions: 1. Corrupt" – 4:08 2. Little Soul" – 3:52 3. Stories of Old" – 3:24 4. Come Back – 6:05 - Audio : Sounds of the Universe plus bonus tracks in 5.1 surround sound Bonus - livret de 2×84 pages : paroles des chansons, photographies d'Anton Corbijn, photographies en studio par Daniel Miller, Ben Hillier, Luke Smith et Ferg Peterkin. - 2 badges - Poster - 5 artcards - Certificat d'authenticité |

## Classements et certifications
| Chart (2009)                                   | Meilleure place |
| ---------------------------------------------- | --------------- |
| Allemagne (Media Control AG)                   | 1               |
| Australie (ARIA)                               | 32              |
| Autriche (Ö3 Austria Top 40)                   | 1               |
| Belgique (Flandre Ultratop)                    | 2               |
| Belgique (Wallonie Ultratop)                   | 2               |
| Canada (Billboard Canadian Albums)             | 3               |
| Croatie                                        | 1               |
| Danemark (Tracklisten)                         | 1               |
| Écosse (OCC)                                   | 2               |
| Espagne (Promusicae)                           | 1               |
| États-Unis (Billboard 200)                     | 3               |
| États-Unis (Billboard Alternative Albums)      | 1               |
| États-Unis (Billboard Top Rock Albums)         | 1               |
| États-Unis (Billboard Dance/Electronic Albums) | 1               |
| Europe - Top 100 Albums                        | 1               |
| Finlande (Suomen virallinen lista)             | 1               |
| France (SNEP)                                  | 2               |
| Grèce - IFPI                                   | 1               |
| Hongrie - Mahasz                               | 1               |
| Irlande - Irish Albums Chart                   | 3               |
| Italie (FIMI)                                  | 1               |
| Japon - Oricon                                 | 31              |
| Mexique - Top 100 Mexico                       | 1               |
| Norvège (VG-lista)                             | 2               |
| Nouvelle-Zélande (RIANZ)                       | 31              |
| Pays-Bas (Mega Album Top 100)                  | 7               |
| Pologne - ZPAV                                 | 1               |
| Portugal (AFP)                                 | 2               |
| République tchèque - IFPI                      | 1               |
| Royaume-Uni (UK Albums Chart)                  | 2               |
| Russie                                         | 1               |
| Suède (Sverigetopplistan)                      | 1               |
| Suisse (Schweizer Hitparade)                   | 1               |

| Chart (2009)                         | Meilleure place |
| ------------------------------------ | --------------- |
| Allemagne                            | 5               |
| Autriche                             | 53              |
| Belgique (Flandre)                   | 49              |
| Belgique (Wallonie)                  | 9               |
| Danemark                             | 34              |
| États-Unis - Billboard 200           | 200             |
| États-Unis - Alternative Albums      | 36              |
| États-Unis - Dance/Electronic Albums | 5               |
| États-Unis - Rock Albums             | 48              |
| Europe - Top 100 Albums              | 20              |
| France                               | 37              |
| Hongrie                              | 16              |
| Italie                               | 25              |
| Mexique                              | 65              |
| Pologne                              | 14              |
| Suède                                | 63              |
| Suisse                               | 23              |

| Pays               | Certification | Ventes certifiées |
| ------------------ | ------------- | ----------------- |
| Allemagne (BVMI)   | 3 × Or        | 300 000           |
| Autriche (IFPI)    | Or            | 10 000            |
| Belgique (BEA)     | Platine       | 300 000           |
| Danemark (IFPI)    | Or            | 15 000            |
| France (SNEP)      | Platine       | 91 240            |
| Hongrie (Mahasz)   | Or            | 3 000             |
| Italie (FIMI)      | Platine       | 60 000            |
| Mexique (AMPROFON) | Or            | 40 000            |
| Pologne (ZPAV)     | 2 × Platine   | 40 000            |
| Russie (NFPF)      | Platine       | 20 000            |
| Suède (GLF)        | Or            | 20 000            |
| Suisse (IFPI)      | Platine       | 30 000            |